# Campages furcifera
Campages furcifera är en armfotingsart som först beskrevs av Hedley 1905.  Campages furcifera ingår i släktet Campages och familjen Dallinidae. Inga underarter finns listade i Catalogue of Life.